# 幸福在我家
《幸福在我家》是一部描寫慈濟基金會李麗珠師姊及葉彰棋師兄真實人生的電視劇，由楊慶煌、吳皓昇、高伊玲、嚴藝文、林可唯、蘇炳憲、琇琴主演，於2015年5月12日在大愛電視20:00首播。中天娛樂台則於當天21:00播出。

## 播出時間
以下時間以當地時間（台灣時間）為準

### 首播
| 片名       | 頻道       | 播放日期      | 播放時間                  |
| ---------- | ---------- | ------------- | ------------------------- |
| 幸福在我家 | 大愛電視台 | 2015年5月12日 | 20:00-20:49播出（無廣告） |
| 幸福在我家 | 大愛海外台 | 2015年5月12日 | 20:00-21:00播出（含廣告） |
| 幸福在我家 | 中天娛樂台 | 2015年5月12日 | 21:00-22:00播出（含廣告） |

### 重播
| 片名       | 頻道       | 播放日期      | 播放時間                  |
| ---------- | ---------- | ------------- | ------------------------- |
| 幸福在我家 | 大愛電視台 | 2015年5月12日 | 23:30-00:19播出（無廣告） |
| 幸福在我家 | 大愛電視台 | 2015年5月12日 | 03:00-03:49播出（無廣告） |
| 幸福在我家 | 大愛電視台 | 2015年5月12日 | 16:00-16:49播出（無廣告） |
| 幸福在我家 | 大愛海外台 | 2015年5月12日 | 02:00-03:00播出（含廣告） |
| 幸福在我家 | 大愛海外台 | 2015年5月12日 | 09:00-09:49播出（無廣告） |
| 幸福在我家 | 大愛海外台 | 2015年5月12日 | 11:00-12:00播出（含廣告） |
| 幸福在我家 | 中天娛樂台 | 2015年5月12日 | 11:00-12:00播出（含廣告） |

### 大愛會客室

#### 首播
| 片名       | 頻道       | 播放日期      | 播放時間        |
| ---------- | ---------- | ------------- | --------------- |
| 大愛會客室 | 大愛海外台 | 2015年5月12日 | 21:00-21:11播出 |
| 大愛會客室 | 大愛電視台 | 2015年5月12日 | 00:19-00:30播出 |
| 大愛會客室 | 大愛海外台 | 2015年5月12日 | 09:49-10:00播出 |

## 演員角色列表

### 主要角色
| 演員   | 角色   | 介紹 | 登場  |
| 吳皓昇 | 葉彰棋 | 李麗珠的丈夫，故事主人翁，聰明好學，懂得察言觀色，擁有好的人緣，經營家中的布店生意，相當有頭腦。葉瑞雲、蔡柳珮的次子。                       | 全劇  |
| 詹博丞 | 葉彰棋 | 少年的葉彰棋 | 全劇  |
| 李富群 | 葉彰棋 | 童年的葉彰棋 | 全劇  |
| 高伊玲 | 李麗珠 | 葉彰棋的妻子，出身台中製油廠的千金，從小備受家人寵愛，個性較為強硬，很有主見與原則，也相當能幹。葉瑞雲、蔡柳珮的媳婦。                       |       |
| 王映筑 | 李麗珠 | 童年的李麗珠 |       |
| 楊慶煌 | 葉瑞雲 | 葉彰棋的父親。一家之主，嚴以治家，寬以待人。早期騎著腳踏車到處賣布養家，後隻身一人離開台中到台北討生活，買了自己的店面，終於接妻兒北上團聚。 |       |
| 嚴藝文 | 蔡柳珮 | 葉彰棋的母親。個性溫柔，處事圓融，是守護家族的重要力量。                                                                                     |       |
| 楊 烈  | 李 父  | 李麗珠的父親。開設製油廠，十分疼愛女兒，希望女兒幸福美滿。                                                                                   |       |
| 阿 嬌  | 李 母  | 李麗珠的母親。溫柔待人，與女兒感情良好， |       |
| 蘇炳憲 | 葉坤林 | 陳霜的丈夫。葉彰棋的大哥。脾氣剛硬，喜怒形於色，常與父親起衝突，但並無惡意。葉瑞雲、蔡柳珮的長子。                                           |       |
| 薛宇廷 | 葉坤林 | 少年的葉坤林 |       |
| 陳昱丞 | 葉坤林 | 童年的葉坤林 |       |
| 畢志綱 |        | 陳霜父 |       |
| 林可唯 | 陳 霜  | 葉坤林的妻子。家裡開西藥房，常幫忙家中生意。個性溫柔善良，讓婆婆、先生十分喜愛。葉瑞雲、蔡柳珮的媳婦。                                       |       |
| 王韻筑 |        | 陳霜二姊 |       |
| 黃迪揚 | 葉彰烈 | 葉彰棋的弟弟。為人孝順，會幫葉父買最愛的吐司，讓葉父開心。葉瑞雲、蔡柳珮的三子。                                                             |       |
| 兵承育 | 葉彰烈 | 少年的葉彰烈 |       |
| 陳聖昌 | 葉彰烈 | 童年的葉彰烈 |       |
| 李辰翔 | 葉彰桔 | 邱淑貞的丈夫。葉彰棋的弟弟。為人善良老實，後與淑貞結婚。葉瑞雲、蔡柳珮的么子。                                                               |       |
| 林嘉瑋 | 葉彰桔 | 少年的葉彰桔 |       |
| 李學良 | 葉彰桔 | 童年的葉彰桔 |       |
| 陳彥豪 | 葉彰桔 | 幼年的葉彰桔 |       |
| 范時軒 | 邱淑貞 | 葉彰桔的妻子。還未進門碰到未來婆婆意外過世，以順孝娶的方式嫁進葉家。葉瑞雲、蔡柳珮的媳婦。                                                   |       |
| 林允菲 | 葉素珍 | 葉瑞雲、蔡柳珮的女兒。 |       |
| 黎沛婕 | 葉素珍 | 少年的素珍 |       |
| 陳鈞姵 | 葉素珍 | 童年的素珍 |       |
| 楊玉琳 | 葉冠青 | 少年冠青。葉坤林與陳霜的長女。 |       |
| 曹又心 | 葉冠青 | 童年冠青 |       |
|        | 葉峰如 | 葉坤林與陳霜的次女。 |       |
| 鄭伃庭 | 葉瓊如 | 葉坤林與陳霜的三女。 |       |
| 黃安琪 | 葉雅文 | 童年雅文。葉坤林與陳霜的五女。 |       |
| 吳庭萱 | 葉雅文 | 童年雅文 |       |
| 蘇郁雯 | 葉敏如 | 童年敏如。葉坤林與陳霜的四女。 |       |
|        | 葉宗憲 | 葉坤林與陳霜的長子。 |       |
| 梁馨方 | 葉玲君 | 葉彰琪與李麗珠的長女。 |       |
| 鄧筠庭 | 葉玲君 | 童年的葉玲君 |       |
| 陳謙文 | 葉家榮 | 成年葉家榮。葉彰棋與李麗珠的長子。 |       |
| 王子豪 | 葉家榮 | 少年葉家榮 |       |
| 林宥富 | 葉尚政 | 成年葉尚政。葉彰棋與李麗珠的次子。 |       |
| 林毅   | 葉尚政 | 少年葉尚政 |       |
| 陳宏宇 | 葉尚政 | 童年葉尚政 |       |
| 林囿成 | 葉尚蒼 | 成年葉尚蒼。葉彰棋與李麗珠的三子。 |       |
| 陳昱丞 | 葉尚蒼 | 少年葉尚蒼 |       |
| 朱宥丞 | 葉尚蒼 | 童年葉尚蒼 |       |
| 李映萱 | 葉乃嘉 | 少年葉乃嘉。葉彰棋與李麗珠的么女。 |       |
| 林永旭 | 葉炎榮 | 童年的葉炎榮 |       |
| 王鏡冠 | 二舅   | |       |
| 鄭瑩羚 | 淑美   | |       |
| 吳明芬 |        | | 第5集 |
| 林照雄 | 李火爐 | |       |
| 胡濤   | 立強   | |       |
| 聶邦彥 | 姑丈   | |       |
| 金宣琳 | 女老師 | |       |
|        | 勝豪   | 童年勝豪 |       |
|        | 時溢   | |       |
| 江俊翰 | 黎逄時 | |       |

### 其他角色
| 演員   | 角色         | 介紹                                                                                     | 登場 |
| 許家榮 | 葉 年        | 葉家大家長，白手起家，為人樂善好施，個性樸實。                                           |      |
| 安 迪  | 邱 父        | 邱淑貞的父親。雖心疼女兒孝順，但尊重女兒，並希望女兒幸福。                               |      |
| 琇 琴  | 邱 母        | 邱淑貞的母親。為了女兒幸福，帶著淑貞偷偷去布店觀察彰桔，對彰桔印象不錯，把女兒託付於他。 |      |
| 韓承威 | 呂宇杰       | 少年混混。                                                                               |      |
| 曾苡晴 | 阿英         |                                                                                          |      |
| 范時軒 | 邱淑貞       |                                                                                          |      |
| 游耀光 | 陳桑         |                                                                                          |      |
| 張昌緬 | 陳太太       |                                                                                          |      |
| 陳季霞 | 中藥行老闆娘 |                                                                                          |      |

## 大愛會客室名單
| 集數   | 日期          | 來賓                         |
| 第1集  | 2015年5月12日 | 龐宜安、潘婕、楊慶煌、嚴藝文 |
| 第2集  | 2015年5月13日 | 潘婕、嚴藝文                 |
| 第3集  | 2015年5月14日 | 楊慶煌、嚴藝文               |
| 第4集  | 2015年5月15日 | 楊慶煌、葉坤林               |
| 第5集  | 2015年5月16日 | 楊慶煌、嚴藝文、潘婕         |
| 第6集  | 2015年5月17日 | 李麗珠、葉彰棋               |
| 第7集  | 2015年5月18日 | 嚴藝文、葉彰棋               |
| 第8集  | 2015年5月19日 | 楊慶煌、葉彰棋               |
| 第9集  | 2015年5月20日 | 楊慶煌、嚴藝文、詹博丞       |
| 第10集 | 2015年5月21日 | 葉彰棋、葉坤林               |
| 第11集 | 2015年5月22日 | 葉彰棋、嚴藝文、楊慶煌       |
| 第12集 | 2015年5月23日 | 蘇炳憲、陳霜、嚴藝文         |
| 第13集 | 2015年5月24日 | 蘇炳憲、陳霜、葉坤林         |
| 第14集 | 2015年5月25日 | 高伊玲、李麗珠               |
| 第15集 | 2015年5月26日 | 皓昇、高伊玲                 |
| 第16集 | 2015年5月27日 | 李麗珠、阿嬌                 |
| 第17集 | 2015年5月28日 | 葉坤林、葉彰棋、皓昇         |
| 第18集 | 2015年5月29日 | 陳霜、李麗珠                 |
| 第19集 | 2015年5月30日 | 李麗珠、嚴藝文               |
| 第20集 | 2015年5月31日 | 李麗珠、嚴藝文               |
| 第21集 | 2015年6月1日  | 高伊玲、嚴藝文               |
| 第22集 | 2015年6月2日  | 高伊玲、嚴藝文               |
| 第23集 | 2015年6月3日  | 李麗珠、葉素珍、葉彰桔       |
| 第24集 | 2015年6月4日  | 葉彰桔、邱淑貞、李辰翔       |
| 第25集 | 2015年6月5日  | 葉素珍、葉彰桔、葉彰棋       |
| 第26集 | 2015年6月6日  | 葉彰桔、邱淑貞、范時軒       |
| 第27集 | 2015年6月7日  | 李麗珠、葉彰棋               |
| 第28集 | 2015年6月8日  | 葉彰桔、葉坤林               |
| 第29集 | 2015年6月9日  | 葉彰棋、李麗珠、皓昇         |
| 第30集 | 2015年6月10日 | 李麗珠、葉尚蒼、葉玲君       |
| 第31集 | 2015年6月11日 | 葉玲君、李麗珠、葉彰棋       |
| 第32集 | 2015年6月12日 | 葉彰棋、皓昇、楊慶煌         |
| 第33集 | 2015年6月13日 | 葉彰棋、皓昇、楊慶煌         |
| 第34集 | 2015年6月14日 | 李麗珠、葉乃嘉               |
| 第35集 | 2015年6月15日 | 葉彰棋、李麗珠、楊慶煌       |
| 第36集 | 2015年6月16日 | 葉坤林、陳霜                 |
| 第37集 | 2015年6月17日 | 葉尚蒼、葉彰棋、李麗珠       |
| 第38集 | 2015年6月18日 | 葉坤林、蘇炳憲、陳霜         |
| 第39集 | 2015年6月19日 | 葉坤林、李麗珠               |
| 第40集 | 2015年6月20日 | 葉彰棋、李麗珠、葉玲君       |

## 戲中歌曲
| 曲別   | 歌名       | 演唱者 | 作詞   | 作曲   | 編曲   | 製作人 | 合聲            |
| 片頭曲 | 愛永遠佇這 | 荒山亮 | 吳嘉祥 | 吳嘉祥 | 吳嘉祥 | 吳嘉祥 |                 |
| 片尾曲 | 牽手一世人 | 楊慶煌 | 十 方  | 泰 元  | 戴維雄 | 曹俊鴻 | 謝佩吟、巫雨白~ |

## 製作團隊
- 監製：龐宜安
- 總策劃：賈玉華
- 製作人：潘婕
- 導演：林博生
- 攝影師：魏思傑
- 編審：陳慧慈
- 顧問：葉彰棋、李麗珠
- 編劇：高妙慧、劉宇均
- 企劃：魏鳳萱、翁詩閔
- 製作公司：青睞影視

## 外部連結
- 大愛劇場的Facebook專頁

| 大愛電視台 週一至週日 20:00-20:49          | 大愛電視台 週一至週日 20:00-20:49           | 大愛電視台 週一至週日 20:00-20:49 |
| ------------------------------------------ | ------------------------------------------- | --------------------------------- |
|                                            | 幸福在我家 （2015年5月12日－2015年6月20日） |                                   |
| 最美的雲彩 （2015年4月2日－2015年5月11日） | 月娘 （2015年6月21日－2015年7月30日）       |                                   |

| 中天娛樂台 週一至週日 21:00-22:00          | 中天娛樂台 週一至週日 21:00-22:00           | 中天娛樂台 週一至週日 21:00-22:00 |
| ------------------------------------------ | ------------------------------------------- | --------------------------------- |
|                                            | 幸福在我家 （2015年5月12日－2015年6月20日） |                                   |
| 最美的雲彩 （2015年4月2日－2015年5月11日） | 月娘 （2015年6月21日－2015年7月30日）       |                                   |